# فوشوجاكاو

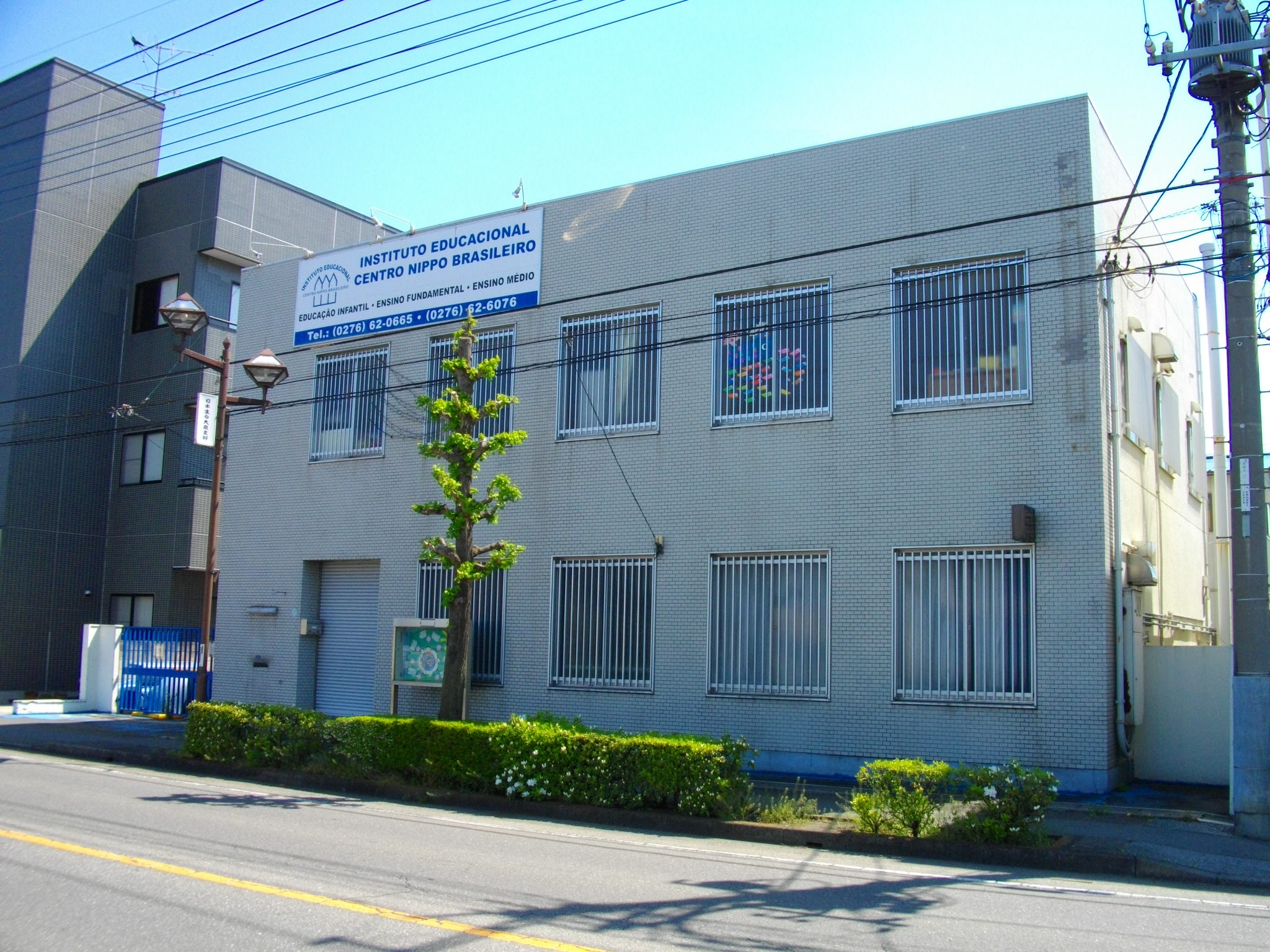

Fushūgaku (不就学) هو مصطلح ياباني يعني التخلف عن المدرسة. وعادة ما[بحاجة لمصدر] يشير إلى أطفال الأجانب، وهم في الغالب يابانيون من أصل برازيلي.

## الخصائص
هناك عدة أسباب وراء تغيب هؤلاء الأطفال عن المدرسة. فكثير من حالات التغيب تكون بسبب عدم قدرة هؤلاء الأطفال على فهم اللغة اليابانية. وفي حالات أخرى قد يستطيع هؤلاء الأطفال فهم اللغة اليابانية بالإضافة إلى لغتهم الأولى ولكن مستوياتهم في المحادثة غير كافية للمشاركة في الفصول الدراسية. وقد يساهم أيضًا تسلط الطلاب اليابانيين الأصليين في اختيارهم عدم الذهاب إلى المدرسة. وفي حالات أخرى، يكون للأطفال أبوان يعمل كلاهما لسد حاجات العائلة، وينتهي بهم الأمر وحيدين في البيت. ومن ثمّ يقضى الأطفال المنتمون لهذه الأسر وقتًا مع آبائهم في ساعة متأخرة ليلاً بعد انتهاء آبائهم من العمل. وفي يوم عطلة آبائهم، يخرجون في وقت متأخر من الليل معًا (للتسوق، وما إلى ذلك) وقضاء وقتهم في فصول تعليم اللغة اليابانية المستقلة التي بُنيت للأطفال الأجانب. وعادة ما يكون هؤلاء الآباء عمال الطبقة الكادحة.[بحاجة لمصدر]
ومن الأسباب الأخرى رغبة أولياء أمور الأطفال المتغيبين عن المدرسة في ذهاب أبنائهم إلى مدرسة يتمكنون فيها من استخدام لغتهم الأم. ومع ذلك فإن مدارس كهذه تكلف ما بين 30000 و50000 ين شهريًا، لذا لا يستطيع أولياء الأمور تحمل نفقات تلك المدارس.[بحاجة لمصدر]